# Peter Jacobsen
Peter Erling Jacobsen (Portland, Oregon, 4 maart 1954) is een Amerikaanse golfprofessional. Hij heeft op de Amerikaanse PGA Tour en de Champions Tour gespeeld.

## Amateur
Jacobsen ging naar de Lincoln High School in Portland en studeerde aan de Universiteit van Oregon waar hij college golf speelde. Als amateur won hij twee toernooien.

### Overwinningen
- 1974: Pacific-8 Conference Championship
- 1976: Oregon Open

## Professional
Jacobsen werd in 1976 professional. Hij kwalificeerde zich meteen voor de Amerikaanse PGA Tour met een 19de plaats in het kwalificatietoernooi, de voorganger van de Tourschool. In 1980 behaalde hij zijn eerste overwinning: het Buick-Goodwrench Open. In 1984 won hij twee keer en kwam in de top-10 van de Order of Merit. In 1995 steeg hij tot de 7de plaats op de ranglijst. In beide jaren werd hij beloond met een plaats in het team van de Ryder Cup.

Jacobsen behaalde zijn 7de en laatste overwinning op de PGA Tour toen hij al 49 jaar was.
Sinds zijn 50ste verjaardag speelt Jacobsen vooral op de Champions Tour. Op de PGA Tour was het hem nooit gelukt een Major te winnen, hier lukte dat wel. In zijn eerste seizoen won hij het US Senior Open. Een jaar later won hij het Senior Players Championship.

### Gewonnen

#### PGA Tour
| Nr | Jaar | Toernooi                              | Score              | Score |
| -- | ---- | ------------------------------------- | ------------------ | ----- |
| 1  | 1980 | Buick-Goodwrench Open                 | 70-70-69-67=276    | -12   |
| 2  | 1984 | Colonial National Invitation          | 64-71-65-70=270    | -10   |
| 3  | 1984 | Sammy Davis Jr.-Greater Hartford Open | 67-69-63-70=269    | -15   |
| 4  | 1990 | Bob Hope Chrysler Classic             | 67-66-69-66-71=339 | -21   |
| 5  | 1995 | AT&T Pebble Beach National Pro-Am     | 67-73-66-65=271    | -17   |
| 6  | 1995 | Buick Invitational of California      | 68-65-68-68=269    | -19   |
| 7  | 2003 | Greater Hartford Open                 | 63-67-69-67=266    | -14   |

#### Andere tours
- 1976: Oregon Open (als amateur), Northern California Open
- 1979: Oregon Open, Western Australian Open
- 1981: Johnnie Walker Cup
- 1982: Johnnie Walker Cup
- 1986: Fred Meyer Challenge (met Curtis Strange; tie met Greg Norman & Gary Player)
- 1989: Isuzu Kapalua International
- 1992: EMC Skills Challenge
- 1993: EMC Skills Challenge
- 2003: Wendy's 3-Tour Challenge (met Mark Calcavecchia en John Daly)
- 2005: Tyco Golf Skills Challenge
- 2008 Wendy's Champions Skins Game (met Fuzzy Zoeller)

#### Champions Tour
| Nr | Jaar | Toernooi                         | Score           | Score |
| -- | ---- | -------------------------------- | --------------- | ----- |
| 1  | 2004 | US Senior Open                   | 65-70-69-68=272 | -12   |
| 2  | 2005 | Ford Senior Players Championship | 70-66-71-66=273 | -15   |

### Teams
- Ryder Cup: 1984, 1995

## Andere activiteiten
Film
Jacobsen speelde met Kevin Costner in 1996 in de film Tin Cup, waarbij hij zichzelf speelde als winnaar van een fictieve US Open. Hij heeft ook twee televisieprogramma's gepresenteerd op Golf Channel.
Gitarist
Jacobsen leerde zichzelf gitaar spelen en richtte in de 80'er jaren Jake Trout & The Flounders op, een band waarin hij ook als zanger optrad. Mark Lye en Payne Stewart speelden er ook in, maar de groep bestaat niet meer.
Manager
Jacobsen richtte ook Peter Jacobsen Sports op, een managementbureau dat sportevenementen organiseert zoals de JELD-WEN Tradition van de Champions Tour en de CVS Caremark Charity Classic van de PGA Tour's Challenge toernooien. Tot 2002 organiseerde het bureau ook de driedaagse Fred Meyer Challenge, een liefdadigheidstoernooi in Oregon.
Gezin
Jacobsen trouwde in december 1976 met Jan. Ze kregen drie kinderen: Amy (1980), Kristen (1982), en Mick (1984).

## Prijzen
- 2003 PGA Tour's Comeback Player of the Year
- 2003 Oregon Sports Hall of Fame
- 2006 Francis Ouimet Award for Lifelong Contributions to Golf
- 2012 Old Tom Morris Award